# Terminaator
Terminaator è un gruppo musicale estone formatosi nel 1987. È attualmente costituito dai musicisti Jaagup Kreem, Henno Kelp, Roland Puusepp e Taavi Langi.

## Storia del gruppo
Fondatasi nella capitale estone, la formazione ha vinto due Eesti Muusikaauhinnad nel 1998, in seguito all'uscita della raccolta Kuld - Ballaadid aastatest 1987-1997. Nello stesso anno è stato messo in commercio il quarto disco Singapur, che è entrato nella Eesti Top 10, collocandosi in vetta alla classifica relativa alle musicassette e al 2º posto in quella dei CD.
Nel 2001 hanno trionfato nella categoria Artista dell'anno agli EMA grazie alla popolarità riscossa dall'album Head uudised, pubblicato l'anno precedente. Diversi anni dopo hanno ricevuto un'ulteriore nomination per Vaikuse meri alla medesima cerimonia di premiazione, perdendola nei confronti degli Elephants from Neptune.
Hanno intrapreso una tournée estiva nel 2017, in occasione del loro anniversario dei 30 anni dalla fondazione. Un tour programmato a supporto del disco Maailm vs. Lilian è stato cancellato a causa della pandemia di COVID-19 che ha investito la nazione.
Nel 2020 hanno conseguito la loro prima entrata nella Albumid Tipp-40 alla 34ª posizione con Kuutõbine, reso disponibile 17 anni prima.

## Formazione
Attuale
- Jaagup Kreem – voce, chitarra
- Henno Kelp – basso (dal 2003)
- Rene Puura – tastiera (dal 2021)
- Roland Puusepp – batteria (dal 2003)
- Taavi Langi – chitarra (dal 2009)

Ex componenti
- Margus Paalamaa – basso (1987-1988)
- Tiit Must – batteria (1987-1989)
- Arno "Arch" Veimer – chitarra (1987-1995)
- Andres Toome – basso (1989-1992)
- Sulev "Sulliwan" Müürsepp – chitarra (1990-1992; 1996-1998)
- Raimond "My" Vather – batteria (1990-1991)
- Andres Oja – batteria (1991)
- Eimel Kaljulaid – batteria (1991-2003)
- Indrek Timmer – basso (1992-1995)
- Sven Valdmann – basso (1995-2003)
- Margus Valk – chitarra (1997-1998)
- Elmar Liitmaa – chitarra elettrica, cori (1992-1996; 1999-2009)
- Harmo Kallaste – tastiera, cori (1996; 2000-2009)

## Discografia

### Album in studio
- 1994 – Lõputu päev
- 1995 – Minu väike paradiis
- 1997 – Pühertoonia
- 1998 – Singapur
- 2000 – Head uudised
- 2003 – Kuutõbine
- 2006 – Romeo & Julia
- 2006 – Nagu esimene kord
- 2014 – Vaikuse meri
- 2020 – Maailm vs. Lilian

### Album dal vivo
- 2005 – Go Live 2005
- 2006 – Ingli puudutus

### Raccolte
- 1997 – Kuld - Ballaadid aastatest 1987-1997
- 2007 – 20

### Singoli
- 2003 – Romua
- 2006 – Nagu esimene kord
- 2019 – 13 sammu
- 2019 – Las tuiskab
- 2019 – Loomade farme
- 2019 – Tunneli lõpus
- 2020 – Tavaline tüdruk
- 2023 – Jäljed lumel